# روجر لي هايدن
روجر لي هايدن (بالإنجليزية: Roger Lee Hayden)‏ مواليد 30 مايو 1983 في أوينسبورو، هو متسابق دراجات نارية أمريكي. نافس في بطولة العالم للسوبربايك وبطولة العالم للموتو جي بي. هو الأخ الأصغر لبطل العالم نيكي هايدن.

## وصلات خارجية
- روجر لي هايدن على موقع MotoGP.com (الإنجليزية)
- روجر لي هايدن على موقع WorldSBK.com (الإنجليزية)

- الموقع الإلكتروني